# Превала
Вижте пояснителната страница за други значения на Превала.
Превала е село в Северозападна България. То се намира в община Чипровци, област Монтана.

## География
Село Превала е разположено в рядко населен планински район, в източната част на Салашко-Превалското понижение, съставляващо географската граница между северозападната част на Предбалкана и западния дял на Стара планина.
От северната му страна се издига Широка планина, която е част от Предбалкана и най-високият и връх Типчен (н.в. 941 м), а от юг Язова планина и най-високият и връх Горно Язово (наричан от местното население Забръц) – н.в. 1573 м Язова планина е мощно северно разклонение на най-високия дял на Западна Стара планина, по билото на която минава държавната граница с Република Сърбия. Най-високият ѝ връх е Миджур На изток от Миджур следват върховете Мартинова чука, Голема чука, Вража глава, Трите чуки и Копрен. Разклонението Язова планина започва от връх Мартинова чука. Билото и постепенно се спуска в северна посока достигайки тясната седловина Прокоп (около 1500 м. н.в.), която разделя землищата на селата Мартиново и Горни Лом. Непосредствено след нея билото достига връх Горно Язово (Забръц), където се разширява и разделя на две. Лявото разклонение се спуска стръмно на север към пирамидалния Черни връх (Църни връх) с н.в. 1021 м в посока Широка планина и връх Типчен, а дясното се снишава постепенно на североизток към Остра чука и след него се спуска на изток в посока към връх Яворова глава, Врански камък и др., като завършва западно от с. Белимел.
Климатът е умерено континентален, в по-високите части на района – планински. Той се намира под силното въздействие на заобикалящите района планини. Предвид планинския характер на местността температурите са по-ниски от средните за Северозападна България. Зимата е студена (средната януарска температура е около -2 градуса по Целзий), а пролетта хладна и настъпва значително по късно отколкото в Дунавската ранвнина. Лятото не е твърде горещо, летните горещини почти не се чувстват, тъй като и в най-горещите дни максималните температури рядко надхвърля 30 градуса по Целзий. През есента, след средата на октомври, средната денонощна температура се задържа трайно под 10 градуса. Режимът на валежите е силно повлиян от Старопланинската верига. Средногодишната сума на валежите в района е една от най-високите за страната (за зоните до 2000 м. н.в.), средно 694 мм. Зимните валежи (около 130 – 150 мм.) са от сняг, значително по големи от валежите в Дунавската равнина, особено при нахлуването на студени въздушни течения. Първата снежна покривка се образува през втората половина на ноември, а последната през втората половина на март. Снежната покривка е сравнително устойчива. Тук има средно годишно около 80 дни със снежна покривка, като през януари дебелината и достига 40 – 50 сантиметра. Валежите през пролетта (около 175 – 190 мм.) и есента (около 150 – 175 мм) са значително по малко от летните, които се колебаят в доста широки граници от 240 до 300 мм.
Промишленост в района няма. Туристическите услуги не са развити. В Язова планина е изградена държавна дивечовъдна станция, в която се развъждат благородни елени, сърни и диви свине.
Населението е българско с източноправославно вероизповедание. Преобладаващата част от него е в пенсионна възраст и основното негово препитание е екстензивно селско стопанство за задоволяване на личните нужди и дърводобив.

## История
ИСТОРИЯ НА СЕЛО ПРЕВАЛА 
   Югозападно от Широка планина, по течението на река Огоста,  извираща от Язова планина се простира в вид на печатната буква "У" селото Превала. То е най-крайното село на Фердинандска околия по шосето Фердинанд - Белоградчик. 
   В сравнение с другите села в окръга е едно бедно и западнало в икономическо и духовно отношение село. 
   Времето към, което се отнася заселването му не се знае положително, но преданието говори, че има около 200 - 220 години от тогава. 
   За наименованието на селото има две обяснения. Едното е легендарно, а другото научно. Легендарното обяснение говори следното:
   Село Превала се именувала "Голема Луканя". Веднъж на един народен празник, когато се били събрали всичките жители на селото на събор (хоро), извън него се чуло глас от ближната гора,  че "каписъзи" (хайдуци) им закарали говедата през Стара планина.  Тогава всички мъже от 12 - 15 годишни, заминали по течението на реката към Язова планина да си освободят говедата, а в същото време от противната страна в отсъствие на мъжете нахлули в селото хайдуците, като ограбили всички ценности (накити, пари, украшения) и се оттеглили. Тази измама или "Превара" накарала жителите на селото да поставят името му "Превара", а по-късно Превала. 
   Научното обяснение е следното: 
Западно от Превала води шосето за Белоградчик през с. Долни Лом, Белоградчишка околия. Между Превала и Долни Лом има една рътлина, която съединява Широка планина с предпланините на Стара планина. През тази рътлина минава шосето отиващо за Белоградчик. Пътник, който пътува от Долни Лом за Превала, трябва да се изкачи на рътлината и като превали през нея, ще види Превала. Това "превалване", т.е. преминаване на рътлината е дало наименованието на селото.
   Преди освобождението в селото е имало черква,  която датирала от много по - старо време, но едва през 1857 год. е била ремонтирана и започнато да се служи в нея.
   Източно от селото в местността "Градишки венец" личат останки от някаква крепост,  която се предполага (от монетите намерени в нея) да е правена в латинско време. 
   Както днес, така и до освобождението, селото е черпило вода от кладенци, които често пъти са били извор на големи епидемии.
   Жителите на село Превала преди освобождението са били около 1700 души, а почти всички къщи са били покрити с плочи и слама. 
Работната земя е била около 5 000 декари, а днес надминава цифрата 12 000.
   В турско време се е ходило на пазар във Видин, Берковица и Пирот (днес в Сърбия).
   За пръв път русите са дошли в село Превала на 24 декември (Бъдни вечер) 1877 год. на брой 9 души конници, идещи от Кутловица (сега Фердинанд) и заминали за село Репляна, Белоградчишка околия, където един от тех бил убит, след като са подло измамени от тогавашния старейшина (кмет) на село Репляна.
   С идването си, русите поставили за кмет на село Превала известният, честен и справедлив старец Петко Цолов. 
   В Първото Учредително събрание е бил избран за депутат от селото,  свещеник-иконом Тодор Петров,  а в Великото народно събрание през 1879 год. е бил избран Игнат Петров от същото село. 
   През 1903 год. за първи път свършва средно образование човек от село Превала. С висше образование нема. 
   В Сръбско-българската война от 1885 год. са взели участие от с. Превала 33 души, от които е загинал един на Сливница - Живко Петров Карпузов.
   В Балканската война от 1912 год. са били мобилизирани 214 души, от тях убити 15 души.
   През Общоевропейската война са били мобилизирани 224 човека, от които са загинали 35 души.
   В селото няма построен паметник на загиналите във войните.
   Населението на село Превала днес е 1 548 души.
   В с. Превала има две сгради (училища): първоначално и прогимназия с 8 учители, от които само един местен.
   Освен училището, друг културен фактор е и читалището. Други подобни няма. 
   Фелдшерски участък,  телефонни и телеграфни съобщения също няма.
   През септември 1923 год. станаха важни събития в района на с. Превала. В местността "Суха падина", намираща се между Превала и Долни Лом,  Белоградчишко,  беше сцена на военните действия между метежниците от една страна и възстановителите на реда от друга.
   Събитията от 1923 год. ще останат паметни в историята на българския народ и частно в с. Превала. Те ще останат за назидание на градющите след нас поколения. В тях бъдещето поколение ще види до каква степен разума може да отстъпи на низшите животински инстинкти в човека,  т.е. да превърне човека в звяр.
   Събитията от 1923 год. бяха един небивал позор за България и българския народ в лицето на културния свят. Бъдещите поколения ще трябва да измият този позор от лицето на своята родина, макар и с цената на много материални и морални жертви. Помагайки на своята родина,  те ще помогнат на цялото човечество и ще ускорят преуспеха на цивилизацията.
Събрал и написал
Кирил Живков (у-л)
26.XII.1927 г.
с. Превала  
Издирил за Вас в ТДА-гр. Монтана, ф.596к, оп.1, а.е.3, Димитър Церовски, краевед от гр. Монтана 
*  *  *
Селото е известно с характерното за целия торлашки край гурбетчийство, като преди Втората световна война там почти няма семейство без свои представители в Съединените щати и Канада.

## Забележителности
В землището на селото се намират природната забележителност „Мишин камък“ и част от защитена местност „Сто овци“.
Село Превала е разположено в най-високата част на долината на река Огоста, която извира от Язова планина. Притиснато е между Предбалкана (Широка планина) от север и Стара планина (Язова планина) от юг. С изключение на най-високите части по билото, северните склонове на Язова планина са обрасли с гъсти букови и иглолистни гори, обитавани преимуществено от диви свине, сърни, благородни елени, вълци, лисици и диви котки. Могат да се видят и някой редки за България птици като глухари, орли, соколи и др. През цялата година по склоновете на планината се стичат малки потоци, които при сливането си образуват река Огоста. Издигащата се на север от с. Превала Широка планина е карстов район, изграден от триаски, юрски и кредни варовици с гъсти, на места почти непроходими букови гори, с многобройни пропасти, пещери и подземни реки. В нея на около 12 – 13 км северно от с. Превала се намира най-източната група на белоградчишките скали. Дължината на тази планина е около 20 – 25 км. а средната ширина около 15 километра. Билото и е ориентирано в посока запад-изток и преминава през скалния венец Запад (с дължина около 5 км) и върховете Типчен (941 м.), Господин, Тупанков чарк, Мечит, Костин, Церов връх. Въпреки неголемите размери на Широка планина вътрешността и на северозапад от Превала е трудно достъпна поради изпъстрения със скални венци, върхове и тераси карстов терен. Тази част на планината е допълнително насечена и от извиращите в нея две малки реки, чиито долини са като малки терасовидни каньони, увенчани с високи скални венци и зъбери. И Широка и Язова планина са почти безлюдни, туристически пътеки и хижи в тях няма. Десетилетия наред районът е бил затворена гранична зона и това е запазило природата му почти непокътната.
Макар и в лошо състояние в с. Превала са запазени няколко стари къщи с оригинална архитектура типична за северозападния район на България, а също така и една автентична воденица (Дабината воденица), която е съхранена в работно състояние. Селската църква „Св. Възнесение Христово“ е построена през 1857 г. от майстор Лука Радул. Иконите са от Никола Константинов. През римската епоха до билото на Язова планина, и изворите на Огоста е имало кълдъръмен път. В подножието на планината има следи от градежи. Открита е и натрошена мраморна колона със символа на римските „Ястреби“ (Фалконе). На Църни връх (Черни връх), са намерени следи от оброчище, дялани камъни, плочи, посветени на римски легион, рисунки на римски орли и други релефи. До разгрома на Чипровското въстание срещу Църни връх, оттатък изворите на Огоста се е намирал Католически манастир, седалище на архиепископ. На север върху скалистия връх, който заради извора на върха местното население нарича Посерко, се е намирала римска крепост в която съгласно иманярски легенди някога е имало „римска банка“. Най-вероятно в района са се намирали работилници за сечене на монети. В подножието на върха лежат останките на средновековен манастир. На североизток от селото се намира връх Градишки венец, където се намират разкопаните от иманяри останки на друга голяма римска крепост. На възвишението Младжина чука, издигащо се на югозапад от селото, също личат следи от древно поселение.
В района са открити десетки пещери и подземни пропасти, повечето от които все още не са проучени. Сред изследваните най-популярна е намиращата се в северния склон на Язова планина, на около 2 километра източно от селото, пещера „Мишин камък“ с дължина 695 м. След входа и, който е висок около 20 м, започва лабиринт от галерии, издълбани от подземните води, които подхранват река Огоста. Лабиринтът води до 2 разширения, дясното е богато на сталактити, сталагмити, синтрови езера, пещерни бисери. Едно южно разклонение на пещерната система води до най-хубавата и най-голямата зала на пещерата – подземен дворец е мощни колони, сталактити, сталагмити, повлеци, завеси. Пещерните води чрез сифон се оттичат в река Огоста. Най-дълбоката пропастна пещера в Белоградчишкия карстов район също се намира в землището на с. Превала, това е „Плешовска дупка“ с дължина 742 метра и дълбочина 102 м. Други изследвани пещери в района са „Леви Шупли камък“ – (с дължина 342 метра), „Айдушката пещера“ – (с дължина 127 метра), „Врелото в селото“ – (с дължина 97 метра), „Еврейски реп“ – (с дължина 41 метра), „Буко“ – (с дължина 38 метра), „Мицина дупка“ – (с дължина 36 метра), „Янина чука“ – (с дължина 31 метра), „Левица – врелото“ – (с дължина 27 метра), „Ранджова търса“ – (с дължина 27 метра), „Меча дупка“ – (с дължина 25 метра) и др.
Село Превала е една от най-добрите изходни точки за туризъм в района на Чипровската планина. През лятото поляните в Язова планина са изпъстрени с диви ягоди, малини, къпини, а по високите части на планината – връх Забръц, седловината Прокоп и подножието на Мартинова чука с цели полета от боровинки. При влажно време е пълно с десетки видове гъби (печурка, челядинка, сърнела, масловка, пачи крак и мн. други). По долината на река Огоста и по високо в планината могат да се открият десетки поляни подходящи за бивакуване на открито. На много места има хубави извори (напр. в местностите Кръстин кърш – на северния склон на връх Забръц, Мръзеново бучие – на северния склон на връх Остра чука, Цукина шобарка – 300 м. северно под Черни връх и др.). От връх Забръц, връх Остра Чука и Черни връх се разкриват невероятни гледки на запад към Белоградчишките скали и приличащите на застинали морски вълни карстови хълмове „Гламите“; на северозапад към долината на р. Лом; на север към Широка планина, скалната група Стовци, чак до р. Дунав; на изток към язовир Монтана и извисяващата се над него мощна снага на Врачанския балкан; на югоизток към Берковския балкан с връх Ком, китната чипровска котловина и скалните венци на връх Копрен и Трите чуки, на юг към връх Миджур, и връх Мартинова чука, на югозапад към старопланинските върхове Обов и Свети Никола и резервата Чупрене.

## Туристически маршрути
Язова планина: с Превала – Черни (Църни) връх (1 ч. 20 мин.); с. Превала – връх Забръц (през Черни връх) – около 4.30 часа; с Превала – връх Забръц (през долината на р. Огоста по маршрут Дабината воденица, Марков мост, вилата на дивечовъдното стопанство, местностите Долно, Средно и Горно Язово) (около 4 часа); с. Превала – връх Остра Чука (през долината на р. Огоста и местността Мръзеново бучие или през Младжина чука и местността Попов дел) – 3 часа. с. Превала – връх Остра Чука (през долината на р. Левица, покрай връх Мангесина чука, връх Плешово и връх Врански камик) – 3.30 часа. От връх Остра чука по главното било на Язова планина за около 1.30 ч. се достига връх Забръц (Горно Язово). От него през високопланинските поляни на тясната седловина Прокоп (1450 м. н.в.) разделяща землищата на с. Горни Лом и Мартиново за още 2.30 около часа може да се стигне до връх Мартинова чука (2026 м.н.в.) и главното било на Чипровската планина. Разстоянието по главното старопланинско било от връх Мартинова чука до връх Миджур също се изминава за около 2.30 часа
Изключително красиви са и маршрутите в Широка планина: с. Превала – връх Типчен и скалния венец Запад (1 ч. и 20 мин); с Превала – обзорния връх Посерко (3 ч.); с. Превала – скалната група Стовци (3 ч. 30 мин.) Възможен е по дълъг туристически преход от с. Гюргич или с. Белотинци през Широка планина (покрай скалната група Стовци) и местността Катински предел (билото на Широка планина) до с. Превала (5 ч.), с последваща връзка с някой от маршрутите в Язова и Чипровска планина. Изключително красива е пътеката, която от Катински предел се изкачва на запад и през превала Ошли гръб се спуска в долината Петавица, оградена от север и от юг от десетки скални венци и зъбери, носещи звучни имена като Викалото, Соколат, Посерко, Хамбарите.... Това е най-източната скална група от Белоградчишките скали. Пейзажът е изумително див и много наподобява величествените скалисти пейзажи от класическите уестърни. Неслучайно през 1970 години тук е заснет филма „Оцеола“ с участието на Гойко Митич. Целият южен склон на долината е препречен от скалния венец Запад, дълъг около 5 километра. Той може да бъде преодолян, без алпинистка екипировка, единствено при местността Прелаз чрез изкачване по стръмна, тясна и опасна пътека. Достигайки горната част на скалния венец пътеката се спуска надолу към местността Ситнинска падина където минава асфалтовия път между селата Долни Лом и Превала. Тръгвайки по него на изток след около половин час се излиза на седловината Прекръсте, която е водораздел между долините на реките Лом и Огоста и свързва Черни връх и връх Типчен. Оттук може да се продължи на изток към с. Превала (1,5 км) или да се поеме по черен път изкачващ се през поляните в южна посока. След около километър пътят достига тясно било, където се отклонява пътека изкачваща източния склон на Черни връх. Ако се подмине това разклонение, следва 20 минутно спускане към долината на река Огоста, което приключва в района на местността Марков мост (на около 1.5 километра над с. Превала). Оттук по някой от вече описаните маршрути в Язова планина може да се продължи към връх Забръц и връх Мартинова чука.

## Култура
Съборът на селото се провежда през първата неделя на месец юни. От 2013 година насам, в последния уикенд на юли редовно се провежда мотосъбор.
Традиционният диалект на селото е белоградчишкия говор, но още през 20-те години в него се наблюдава известно влияние на недалечния видинско-ломски говор.

## Други
Близо до Тодорини кукли се намират и прочутите каменни кули Стовци. Те стоят като стожер, около който се върти пъстър свят: пасат стада, димят къщи, чуват се провиквания на хора, боричкат се деца.

## Галерия
- Къща в Превала
- Пещерата Шупли камък под селото, на десния бряг на Огоста
- Водопада при Шупли камък
- Шупли камък
- Пещера „Мишин камък“
- Пещера „Мишин камък“
- Пещера „Мишин камък“